# Таязура смугаста
Таязу́ра смугаста (Neomorphus radiolosus) — вид зозулеподібних птахів родини зозулевих (Cuculidae). Мешкає в Колумбії і Еквадорі.

## Опис
Довжина птаха становить 46-50 см. Виду не притаманний статевий диморфізм. Верхня частина голови чорна, блискуча, на тімені помітний синювато-чорний чуб, лоб поцяткований білими смужками. Верхня частина спини і нижня частина тіла чорні, пера на них мають широкі білуваті або кремові краї. Нижня частина спини і надхвістя рудувато-коричневі, боки кремові. Першорядні махові пера чорні, другорядні махові пера червонуваті або фіолетові, покривні пера крил пурпурово-коричневі. Центральні стернові пера яскраво-зелені, решта стернових пер чорні або темно-фіолетові, покривні пера хвоста чорні. Райдужки темно-карі, навколо очей плями голої синьої шкіри. Дзьоб зверху чорнуватий, знизу і біля основи білуватий. Лапи міцні, відносно довгі, сизі.

## Поширення і екологія
Смугасті таязури мешкають в передгір'ях на захід від Анд на південному заході Колумбії (Рисаральда, Вальє-дель-Каука, Каука, Нариньйо) і в Еквадорі (Есмеральдас, Імбабура, Пічинча). Вони живуть у вологих рівнинних і гірських тропічних лісах, на висоті від 30 до 1525 м над рівнем моря. Зустрічаються поодинці, іноді приєднуються до змішаних зграй птахів разом з сорокушами і дереволазами. Ведуть переважно наземний спосіб життя. Живляться комахами, павуками та іншими безхребетними, яких шукають на землі, а також дрібними земноводними, ящірками і зміями. Смугасті таязури слідкують за кочовими мурахами і таясу, ловлячи сполоханих комах.
Смугасті таязури не практикують гніздовий паразитизм. Вони гніздяться в заростях, на висоті 4-5 м над землею. Сезон розмноження триває з березня по червень. Гніздо робиться з листя, в кладці одне округлої форми яйце. Інкубаційний період триває 13 днів, пташенята покидають гніздо через 20 днів після вилуплення.

## Збереження
МСОП класифікує цей вид як такий, що перебуває під загрозою зникнення. За оцінками дослідників, популяція смугастих таязур становить від 1000 до 2500 птахів. Їм загрожує знищення природного середовища.